# Ыджид-Налимвож
Ыджид-Налимвож (также Налимья-Курья, Ыджид-Налима-Воги) — река в Шурышкарском районе Ямало-Ненецкого АО. Устье реки находится в 19 км от устья реки Войкар по правому берегу. Длина реки 33 км. В 8 км от устья впадает левый приток Дзёля-Налимвож.

## Данные водного реестра
По данным государственного водного реестра России относится к Нижнеобскому бассейновому округу, водохозяйственный участок реки — Обь от впадения реки Северная Сосьва до города Салехард, речной подбассейн реки — бассейны притоков Оби ниже впадения Северной Сосьвы. Речной бассейн реки — (Нижняя) Обь от впадения Иртыша.
Код объекта в государственном водном реестре — 15020300112115300031319.